# Апатитски градски округ
Апатитски градски округ (рус. Муниципальное образование городской округ Апатиты) општинска је административно-територијална јединица другог нивоа са статусом градског округа у јужном и централном делу Мурманске области, на крајњем северозападу европског дела Руске Федерације.
Административни центар округа је град Апатити.
Према проценама националне статистичке службе Русије за 2016. на територији округа живело је 56.732 становника, или у просеку око 22,7 ст/km², а по броју становника треће је најнасељеније подручје у области.

## Географија
Апатитски градски округ смештен је у централном и јужном делу Мурманске области, односно на крајњем југозападу Кољског полуострва. Обухвата територију површине око 2.500 km² и по том параметру налази се на 9. месту међу административним јединицама у области. Округ се граничи са територијама Оленегорског и Мончегорског округа на северу, на истоку је Кировски, а на западу Ковдорски и Пољарнозорски округ. На југозападу је територија Кандалашког, а на југу Терског рејона.
У рељефу Апатитског округа издвајају се планинска подручја уз југозападну подгорину Хибинских планина на северу, и низије које се идући ка југу постепено спуштају ка Кандалакшком заливу. У северном делу округа налази се и планина Часначор, највиша тачка округа са надморском висином од 1.191 метра. Готово целокупна територија налази се у сливном подручју Белог мора према ком се одводњава преко језера Имандре чије воде запљускују западни део округа (преко река Белаја и Мала Белаја), односно преко Колвицког језера које се налази на југу округа.
Један мањи јужни део округа налази се унутар граница Кољвицког резервата биосфере.

## Историја
Претеча савременог округа била је Апатитска месна заједница основана 1935. године као део тадашњег Кировског рејона Лењинградске области. Године 1966. преображена је у засебан Апатитски рејон, а садашњи статус градског округа и границе има од 2. децембра 2004. године.

## Демографија и административна подела
Према подацима са пописа становништва из 2010. на територији округа живело је укупно 59.674 становника, док је према процени из 2016. ту живело 56.732 становника, или у просеку око 8,1 ст/km². По броју становника Апатитски округ се налази на трећем месту у области, одмах после Мурманска и Североморска.
| 1959. | 1970. | 1979. | 1989. | 2002.  | 2010.  | 2016.   |
| ----- | ----- | ----- | ----- | ------ | ------ | ------- |
| ---   | ---   | ---   | ---   | 64.617 | 59.674 | 56.732* |

Напомена:* Према процени националне статистичке службе. 
У границама округа налази се свега три насељена места. Једино градско насеље је град Апатити, административни центар округа у ком живи готово целокупна популације округа. Са око 59.500 становника Апатити је други по величини град у Мурманској облласти, одмах после Мурманска. У границама округа налази се и насеље Тик Губа које се налази на свега 2 km од Апатита, и у коме су 2010. живела свега 2 становника, док је село Хибини у истом периоду званично било без становника.
Према статистичким подацима са пописа 2010. основу популације у округу чинили су етнички Руси са око 93%, а најбројније мањинске заједнице су били Украјинци (2,7%) и Белоруси (1,8%).